# Caponata

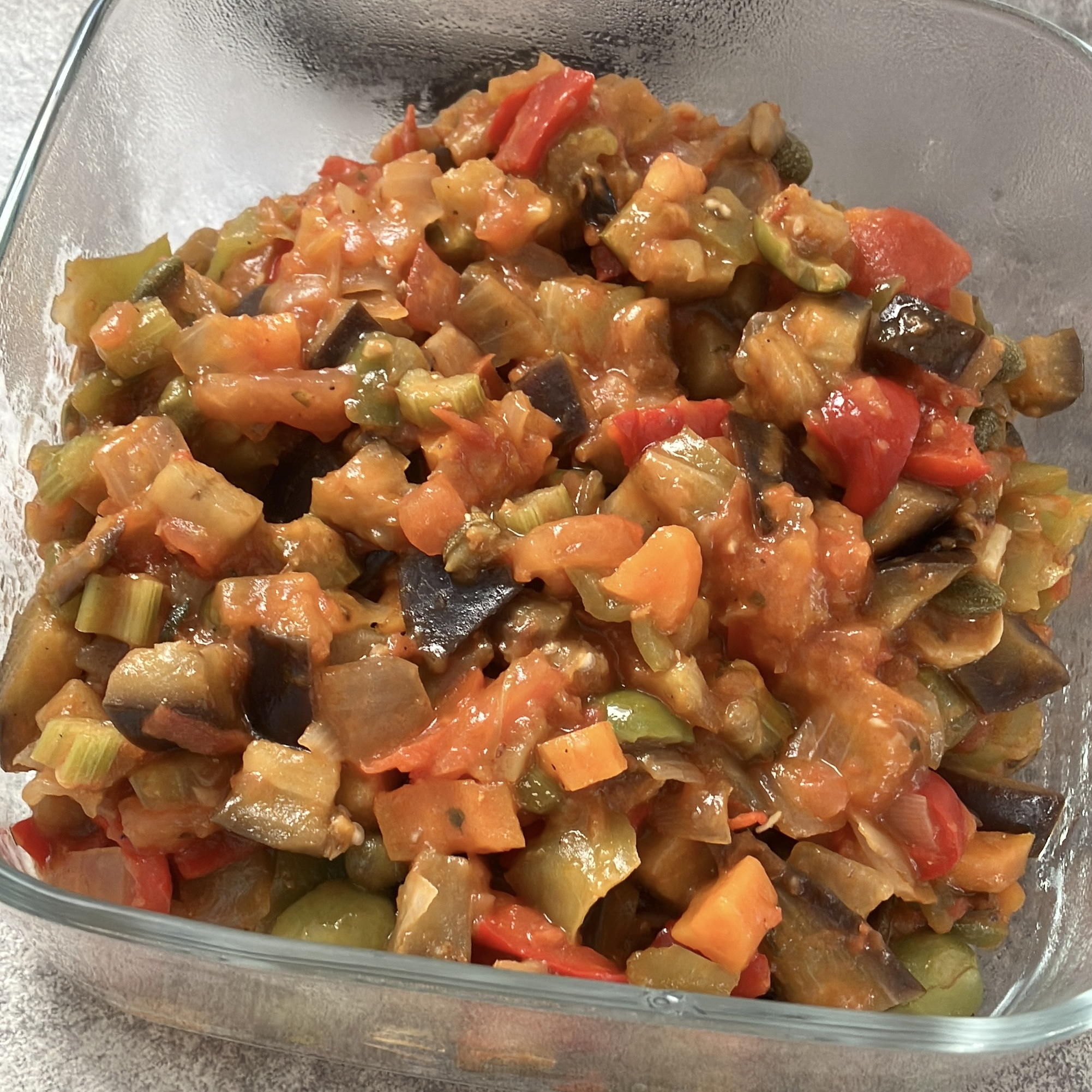
Caponata

Caponata ist ein süßsaures Gemüsegericht aus der sizilianischen Küche.
Die Zutaten und die Zubereitung der Caponata können je nach Region leicht variieren. Hauptbestandteile sind Auberginen und Tomaten. Hinzu kommen Zwiebeln und etwas Knoblauch sowie meist auch Stangensellerie. Zunächst werden die fein geschnittenen Zwiebel und der Knoblauch in Olivenöl weichgedünstet. Dann werden die in Würfel geschnittenen Auberginen gebraten. Schließlich kommen die enthäuteten und in Stücke geschnittenen Tomaten sowie in Salzwasser blanchierte Stücke von Stangensellerie (oder Fenchel) dazu, und alles zusammen wird zu Ende geschmort. In einem Topf wird eine Agrodolce zubereitet, indem Zucker zum Schmelzen und Karamellisieren gebracht und mit Essig abgelöscht wird; diese Flüssigkeit wird zum Gemüse hinzugefügt, um ihm einen süßsauren Geschmack zu geben. Auch Mandeln, Pinienkerne, Kapern und Oliven können hinzugefügt werden.
Caponata wird kalt als Antipasto serviert oder warm als Zwischengang oder Beilage zu Pasta oder ohne Sauce serviertem (z. B. gegrilltem) Fisch. Wird die Caponata kalt serviert, kann sie mit in Öl eingelegtem Thunfisch angereichert werden. Manchmal wird sie auf Croutons oder zwiebackähnlichem hartem Brot aufgetragen, das den Saft der Caponata aufsaugt.
Eine besonders reichhaltige Variante ist Caponata San Bernardo, die von den Mönchen eines Klosters in Catania stammt. Das warme Gemüse wird dazu mit einer Soße aus Bitterschokolade und gerösteten Mandeln übergossen und mit hart gekochten, in Scheiben geschnittenen Eiern und frischen Oliven garniert.